# Éléphant de guerre
Pour les articles homonymes, voir Éléphant (homonymie).

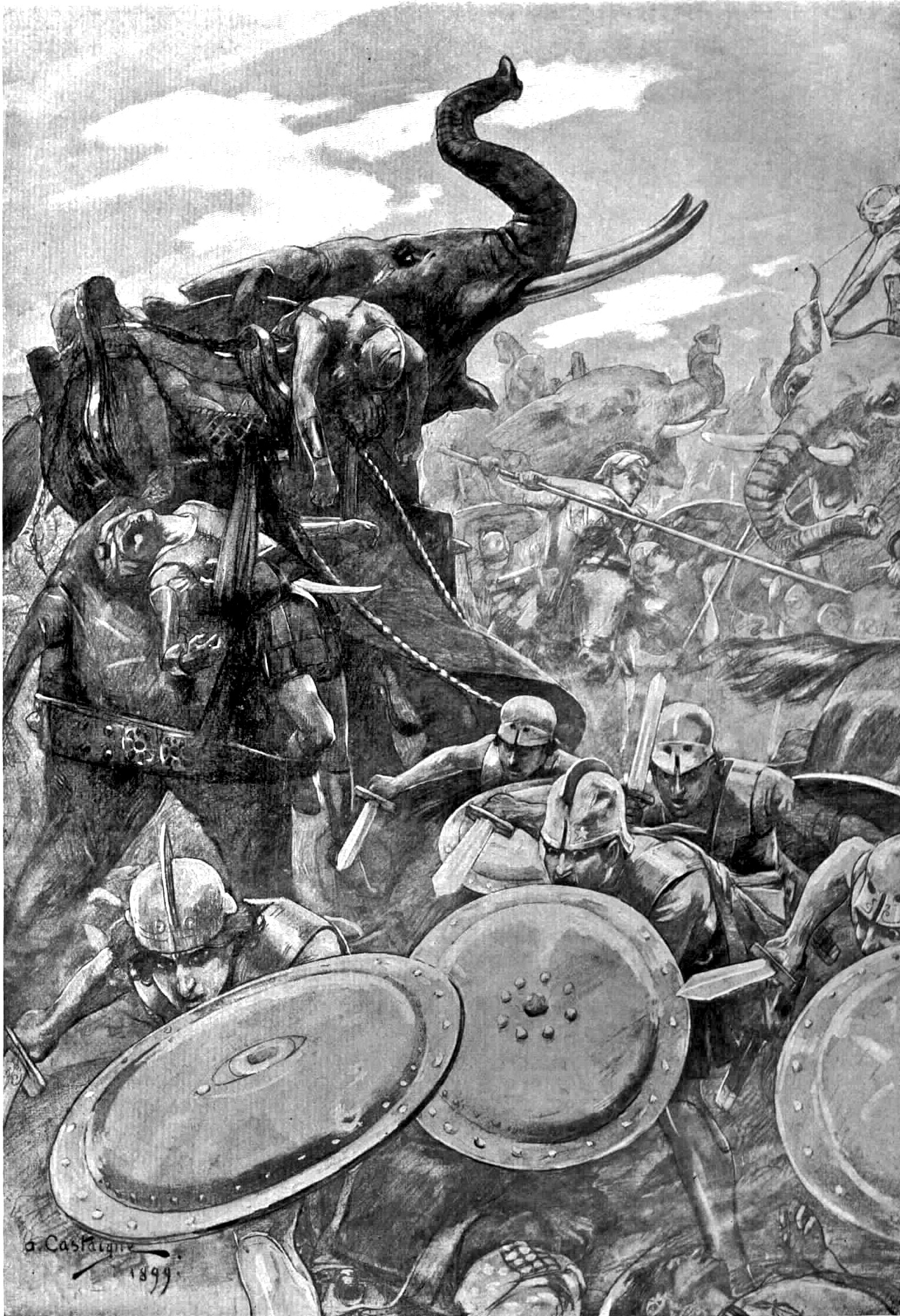
Des éléphants attaqués par la phalange à la bataille de l'Hydaspe en 326 av. J.-C.

Les éléphants de guerre ou éléphants de combat ont été une arme importante, bien que peu répandue, dans l'histoire militaire de l'Antiquité en Asie et sur le pourtour méditerranéen. Ces animaux de guerre ont aussi été utilisés au Moyen Âge et jusqu'au XIXe siècle en Inde et en Asie du Sud-Est. Seuls les mâles, plus forts et plus agressifs, étaient capturés jeunes et apprivoisés « pour en faire de véritables chars d'assaut vivants » : il ne s'agit pas d'une domestication car ils ne naissaient pas en captivité. Plus grand animal terrestre, mesurant en moyenne trois mètres au garrot et pesant jusqu'à cinq tonnes (pour l'éléphant d'Asie), il sert souvent à terroriser les troupes et les chevaux de l'adversaire. Mais l'animal était coûteux à nourrir et pouvait se révéler parfois incontrôlable et dangereux pour son propre camp.

## Historique

### L'Inde, aux origines des éléphants de guerre
L'apprivoisement de l'éléphant d'Asie a probablement commencé dans la vallée de l'Indus vers 2000 av. J.-C. Des animaux domestiques, comme la vache ou le chien, naissent en captivité et sont soumis à une multiplication sélective. En revanche les éléphants, probablement à cause de leur caractère indépendant, des dépenses occasionnées pour leur alimentation et de leur croissance assez lente, ont toujours été, à de rares exceptions près, capturés dans la nature puis dressés.

### En Perse achéménide
Le but des premières captures est de trouver une aide dans les tâches agricoles. Puis est venu l'usage militaire des éléphants, mentionné dans plusieurs hymnes en sanskrit. Depuis l'Inde, l'usage des éléphants de guerre commence à se répandre dans l'empire perse, peut-être à partir du règne de Cyrus le Grand au VIe siècle av. J.-C., quand la conquête du Gandhara (vallée de la rivière Kaboul et Pendjab occidental) permet aux souverains achéménides de contrôler les routes commerciales allant vers l'Inde. Par la suite, à la fin du VIe siècle av. J.-C., Darius Ier entreprend une expédition dans la vallée de l'Indus, ce qui aurait permis aux Perses d'acquérir des éléphants de guerre.
À l'époque de Darius III, dernier roi achéménide, vaincu par Alexandre le Grand, les Perses ne disposent pas de territoires où vivent des éléphants à l'état naturel : le Pânjab est redevenu indépendant et ce qui reste des provinces indiennes est rattaché aux satrapies de Bactriane et d'Arachosie. On peut dès lors supposer qu'au temps de Darius III, les Perses ont acquis quelques éléphants auprès de princes indiens. Les éléphants des Perses sont alors équipés comme les éléphants des armées indiennes, avec un seul combattant monté à califourchon.
L'ajout de tours sur le dos des éléphants (howdah), véritable révolution militaire, revient selon l'historien et helléniste Paul Goukowsky aux Séleucides vers les 300/280 avant notre ère. Ni les Indiens, ni les Perses, ni les armées d’Alexandre ne connaissent donc l'usage de la tour.

### Sous Alexandre le Grand

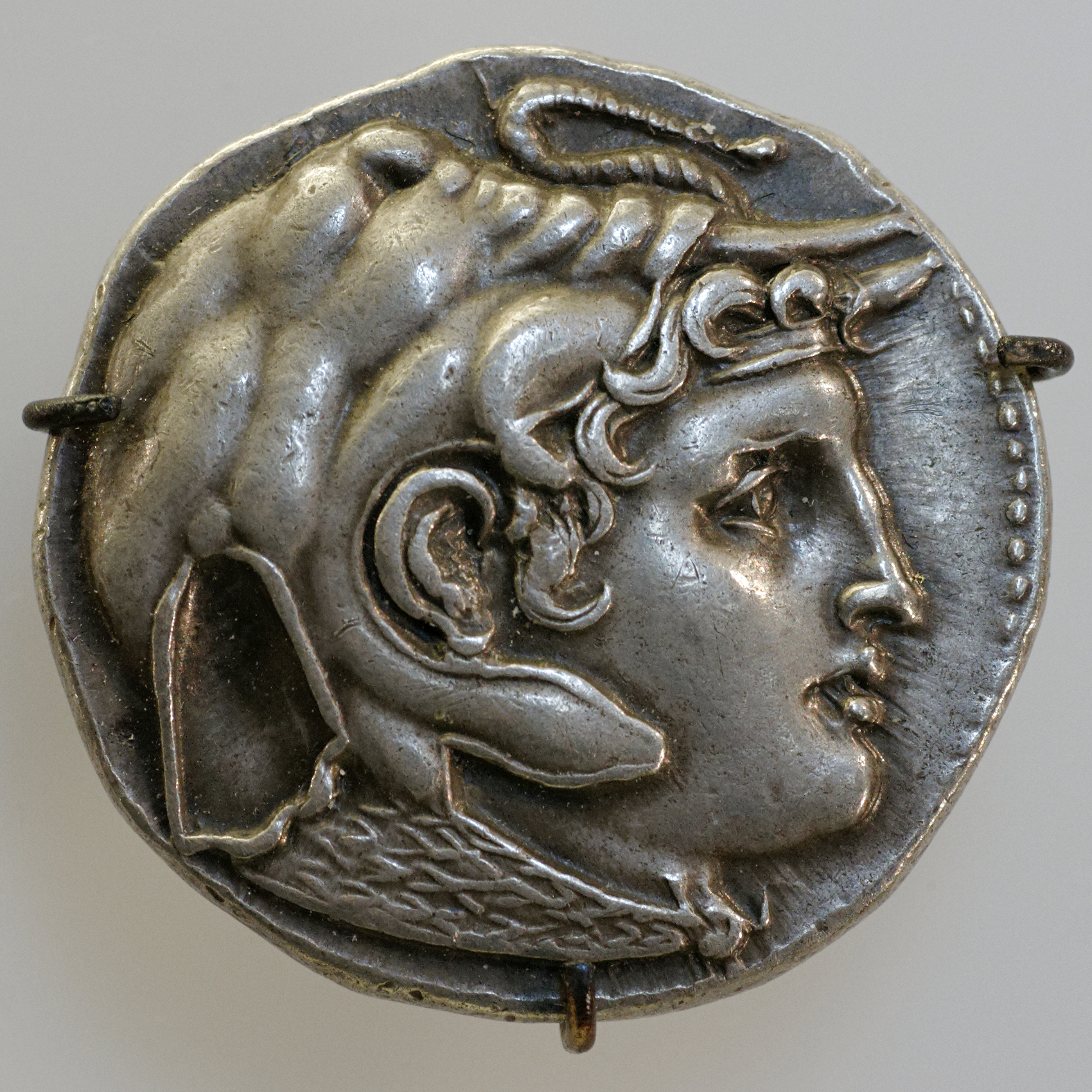
Monnaie ptolémaïque à l'effigie d'Alexandre portant un scalp d’éléphant, symbole de sa conquête de l'Inde.

La bataille de Gaugamèles (331 av. J.-C.) qui oppose Darius III à Alexandre le Grand, est la première confrontation des Européens avec des éléphants de guerre. Les quinze mastodontes, placés au centre des lignes perses, font une si grande impression sur les troupes macédoniennes, qu'Alexandre sent la nécessité de sacrifier avant la bataille à Nyx, la déesse de la peur. Pour autant les éléphants ne jouent aucun rôle notable, ou connu, dans le déroulement de la bataille, tout le centre perse, dont Darius, étant mis en déroute par l'assaut de la cavalerie macédonienne.
Après la conquête de l'empire perse, Alexandre a compris l'intérêt d'utiliser les éléphants et en a incorporé un certain nombre dans son armée bien qu'ils ne prennent pas part aux batailles en Inde. En 326, lors de la bataille de l'Hydaspe, les troupes macédoniennes se voient opposées pour la première fois à une imposante troupe de deux cents éléphants caparaçonnés. La bataille est d'une grande violence, les chevaux de la cavalerie macédonienne, très nerveux, refusent d'affronter les éléphants mais l'infanterie en vient à bout en ciblant les cornacs ; sur deux cents éléphants alignés par le roi Pôros, on estime que seule la moitié a survécu. Alexandre a été idéalisé en tant que vainqueur des « monstres » de l'Inde. Sur le « décadrachme de Pôros », frappé sous le règne d'Alexandre vers 323, on peut voir Pôros juché sur un éléphant brandir une lance vers Alexandre qui le poursuit à cheval. Sur une monnaie frappée sous le règne de Ptolémée Ier, Alexandre est coiffé de la peau d'un éléphant, symbole de sa victoire en Inde.

### Dans les monarchies hellénistiques

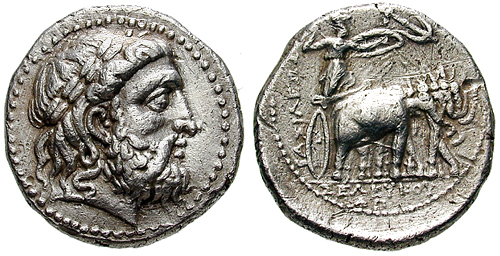
Tetradrachme à l'effigie de Zeus, avec au revers Athéna juchée sur des éléphants de guerre, atelier de Séleucie du Tigre.

Dans la continuité d'Alexandre le Grand à la mort duquel l'armée macédonienne en compte environ 200, les souverains de l'époque hellénistique adoptent cette arme vivante, également source de prestique. Le régent Perdiccas en emmène en Égypte pour combattre Ptolémée. Celui-ci récupère quelques spécimens d'éléphants d'Asie après l'échec de l'invasion. Par la suite les Lagides s'approvisionnent en Nubie et dans la corne de l'Afrique. Il s'agit d'éléphants de forêt et non d'éléphants de savane. Mais c'est dans l'armée séleucide que les éléphants prennent la place la plus considérable. En effet en 305 av. J.-C., Séleucos Ier obtient cinq cents éléphants grâce à un traité de paix conclu avec le prince indien Chandragupta Maurya, qui, pour conserver le monopole sur le commerce des éléphants, n'a fourni que des mâles. En 301 à la bataille d'Ipsos, la plus grande bataille d'éléphants de l'Antiquité, Séleucos aligne contre Antigone le Borgne (qui dispose lui de soixante-quinze éléphants) une troupe de quatre cents à cinq cents éléphants,. Séleucos place la masse de ses éléphants en soutien de l'infanterie ; ce qui lui permet d'empêcher la cavalerie adverse de la prendre à revers et de remporter une victoire décisive.
Dans l'armée séleucide, les pachydermes, élevés à Apamée, sont soumis à un rigoureux entraînement militaire : on leur donne des boissons enivrantes et on les asperge de liquide rouge pour qu'ils ne soient pas effrayés par leur propre sang. À l'état sauvage leur espérance de vie est de soixante ans environ, en captivité de vingt ans tout au plus. Ils ont droit aux honneurs militaires et leur sont attribuées des décorations sous la forme de phalères d'argent. Les officiers commandants sont appelés les éléphantarques. Les éléphants indiens sont capables, en plus du cornac, de porter un howdah (une tour) avec, à l’intérieur, trois ou quatre hommes d'équipage (piquier, archer et javelinier).
L'utilisation militaire des éléphants s'est répandue dans le monde hellénistique à partir du IVe siècle Ptolémée Ier d'Égypte fournit ainsi vingt éléphants indiens (confisqués à Perdiccas) à Pyrrhus Ier pour sa guerre en Italie du sud.
À la bataille de Raphia en 217, Ptolémée IV dispose de soixante-treize éléphants d'Afrique (il s'agit d'éléphants de forêt originaire de Nubie et non d'éléphants de savane) et Antiochos III de cent-deux éléphants éléphants d'Asie. Elle est la seule bataille de l'Antiquité où des éléphants d'Afrique et d'Asie se sont affrontés en grand nombre. Les deux adversaires divisent leurs troupes d'éléphants en deux corps disposés sur les ailes afin de soutenir la cavalerie ; les éléphants d'Asie étant plus gros et plus agressifs que leurs congénères africains, les éléphants d'Antiochos III mettent en déroute les éléphants de Ptolémée IV, cependant cela ne lui suffit pas pour vaincre son adversaire. Mais les éléphants de guerre montrent leurs limites tactiques au début du IIe siècle : à Magnésie, les légions romaines (qui en ont déjà combattu durant les guerres puniques), et leurs alliés pergamiens, ont pu venir à bout des éléphants en concentrant leurs tirs contre eux (et non sur leur équipage), causant leur déroute à travers la phalange séleucide.
Néanmoins la crainte que les éléphants inspirent aux Romains les incite à ordonner la destruction du cheptel de l'armée séleucide par le traité d’Apamée qui suit la victoire de Magnésie. Le Sénat romain envoie même un légat pour assister à la tuerie des éléphants séleucides à Apamée. Il en subsiste tout de même encore sous Antiochos IV et ses successeurs immédiats qui les emploient notamment contre les insurgés de Judée. À partir du milieu du IIe siècle, les éléphants disparaissent des armées séleucides à la suite de la rupture des liens avec le monde indien, principale source d'approvisionnement.

### En Occident, en Épire et à Carthage

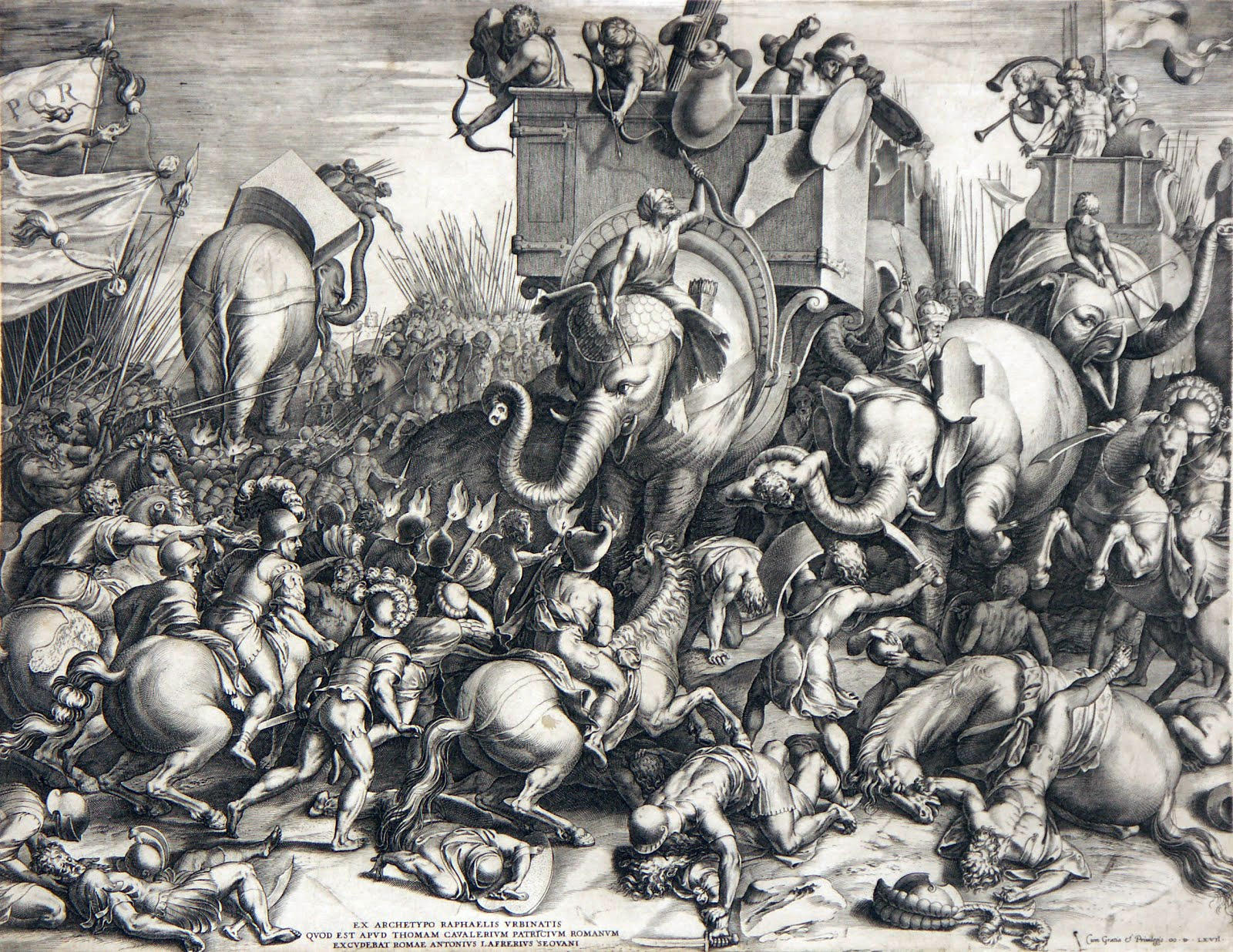
Cornelis Cort (1567), La bataille de Zama, 202 av. J.-C.

Au IIIe siècle avant notre ère, l'utilisation des éléphants de guerre en Occident rapportée par les historiens antiques se fait principalement contre les légions romaines. La première rencontre se fait à la bataille d'Héraclée remportée par Pyrrhus (280 av. J.-C.). Confrontés à leur tour à Pyrrhus en Sicile, les Carthaginois auraient selon la tradition adopté l'usage de l'éléphant de guerre, mais il est possible qu'ils l'aient connu plus tôt. La première trace dans les textes historiques de l'utilisation d'éléphants par Carthage date de la première guerre punique (264 à 241 av. J.-C.) : les Carthaginois affrontent les Romains avec leurs éléphants lors du siège d'Agrigente en 261. Ils écrasent ensuite Marcus Atilius Regulus à la bataille de Tunis en 255 av. J.-C..
Le passage des Alpes par Hannibal réalisé en 218 av. J.-C. pendant la deuxième guerre punique avec des éléphants est resté célèbre, mais tactiquement il est d'une efficacité limitée[réf. nécessaire] : si ses éléphants terrifient les légions romaines à la bataille de la Trébie, la plupart d'entre eux meurent de froid ensuite. Quand les troupes d'Hannibal sont cantonnées dans le sud de l'Italie, les armées romaines ont à plusieurs reprises l'occasion de s'emparer d'éléphants de guerre. D'autre part les Romains trouvent des manières de faire face aux charges dangereuses des éléphants : au cours de la dernière bataille d'Hannibal à Zama en 202, la charge est inefficace car les Romains jettent des chausse-trapes et leur laissent le passage en ouvrant leurs rangs et les criblent de traits sur les flancs.
Un siècle et demi plus tard, à la bataille de Thapsus, en 46 av. J.-C., Jules César arme sa cinquième légion (Alaudae) avec des haches et ordonne à ses légionnaires de frapper la bête aux pattes. La légion soutient ainsi la charge et l'éléphant devient son symbole.

### Les éléphants de la deuxième guerre punique

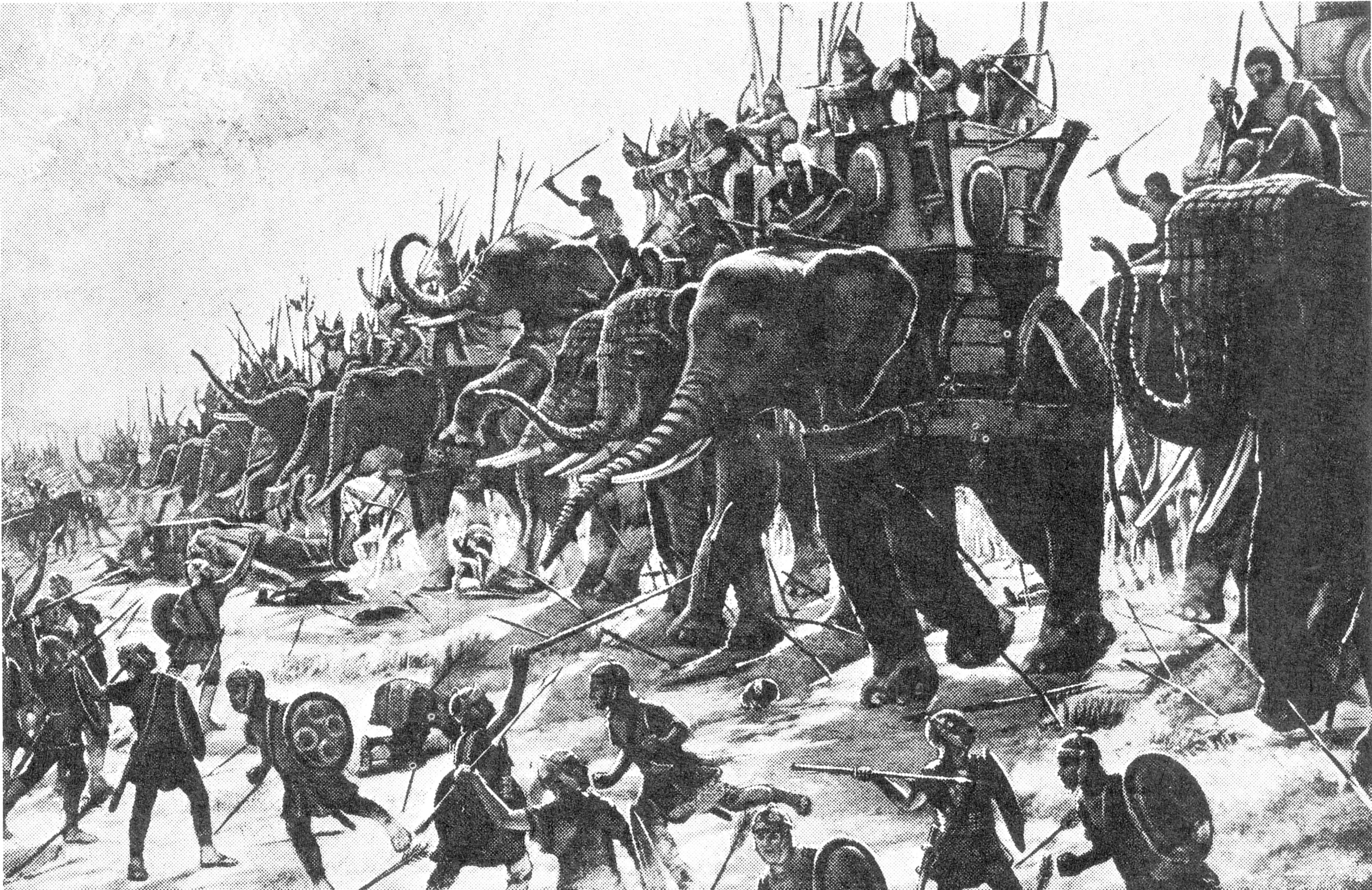
La bataille de Zama, illustration vers 1890.

La figuration d'éléphants sur les monnaies carthaginoises de cette époque permet selon l'historien Philippe Leveau d'identifier un éléphant de forêt d'Afrique, caractérisé par une trompe annelée et non lisse, de grands pavillons et une croupe rebondie. Des indices, notamment le nom de certains animaux (l'éléphant d'Hannibal s'appelle par exemple Surus, le « Syrien »), laissent cependant penser que certains éléphants carthaginois étaient des éléphants d'Asie. Le climat étant alors moins sec qu'aujourd'hui, son habitat est signalé par Hérodote dans le sud marécageux de l'actuelle Tunisie, par Pline l'Ancien autour des lacs du sud situés aux pieds de l'Atlas et dans les régions côtières d'Afrique du nord selon le Périple d'Hannon. Ces diverses régions d'Afrique du Nord avaient alors une couverture boisée plus importante qu'actuellement. Selon Jean-Pascal Jospin, l'éléphant des forêts aurait pu disparaître de ces régions en raison du recul de la forêt, et de la chasse systématique pratiquée durant l'Empire romain pour approvisionner les amphithéâtres en bêtes de cirque.

### En Chine
Les éléphants d'Asie sont utilisés dans les guerres opposant les Wu aux Chu au VIe siècle mais la disparition des troupeaux sauvages entraîne de fait leur abandon militaire.
On trouve cependant encore au Moyen Âge une armée d'éléphants Han au sud de la Chine, où ils luttent efficacement contre les Chu. Dans la bataille du 23 janvier 971, une attaque massive de flèches incendiaires par les arbalétriers de l'armée Song décime les éléphants de guerre Han. Cette défaite marque non seulement la soumission des Han du Sud à la dynastie Song, mais également la dernière occasion où les éléphants de guerre sont utilisés par une armée chinoise sur un champ de bataille.

### En Iran, des Parthes à Tamerlan

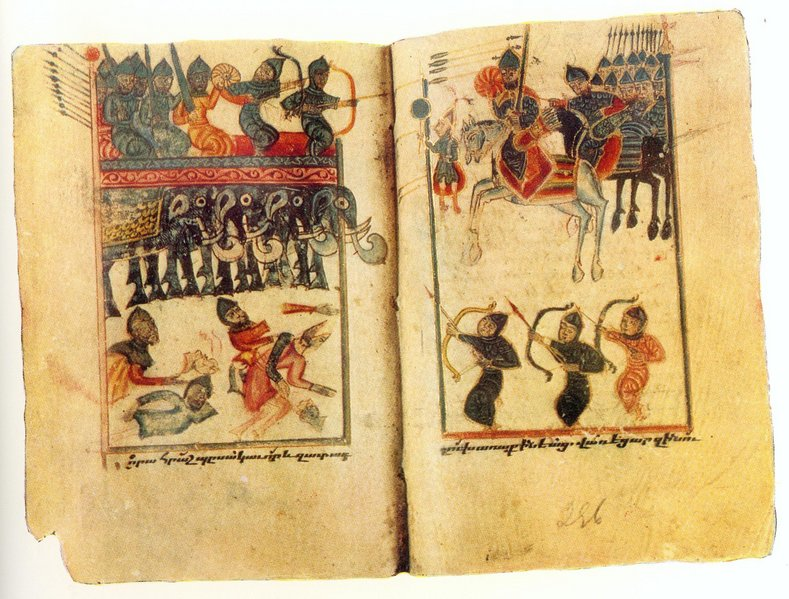
Miniature médiévale représentant les éléphants des Perses sassanides à la bataille de Vartanantz.

Les Parthes, qui dominent la Perse et la Mésopotamie du IIe siècle avant notre ère au IIIe siècle de notre ère, ont occasionnellement employé des éléphants de guerre contre l'Empire romain, mais ce n’est qu’avec les Perses sassanides à partir du IIIe siècle que les éléphants de guerre occupent une place stratégique prépondérante. Les mastodontes étaient quasi-systématiquement utilisés dans les luttes contre les ennemis occidentaux et ce plus seulement afin d’impressionner. Les éléphants devinrent une force de frappe réelle, si ce n’est la première devant la cavalerie.
La plus mémorable bataille où fut mise en œuvre cette stratégie est celle de Vartanantz (451) durant laquelle les éléphants d'Yazdgard II écrasèrent la rébellion arménienne. Les éléphants permirent aux Sassanides de vaincre les envahisseurs musulmans en 634 lors de la bataille du pont. De nouveau efficaces contre la cavalerie arabe deux ans plus tard lors de la bataille d'al-Qadisiyya, ils ne peuvent cependant pas empêcher la défaite décisive perse.

### À l'époque médiévale

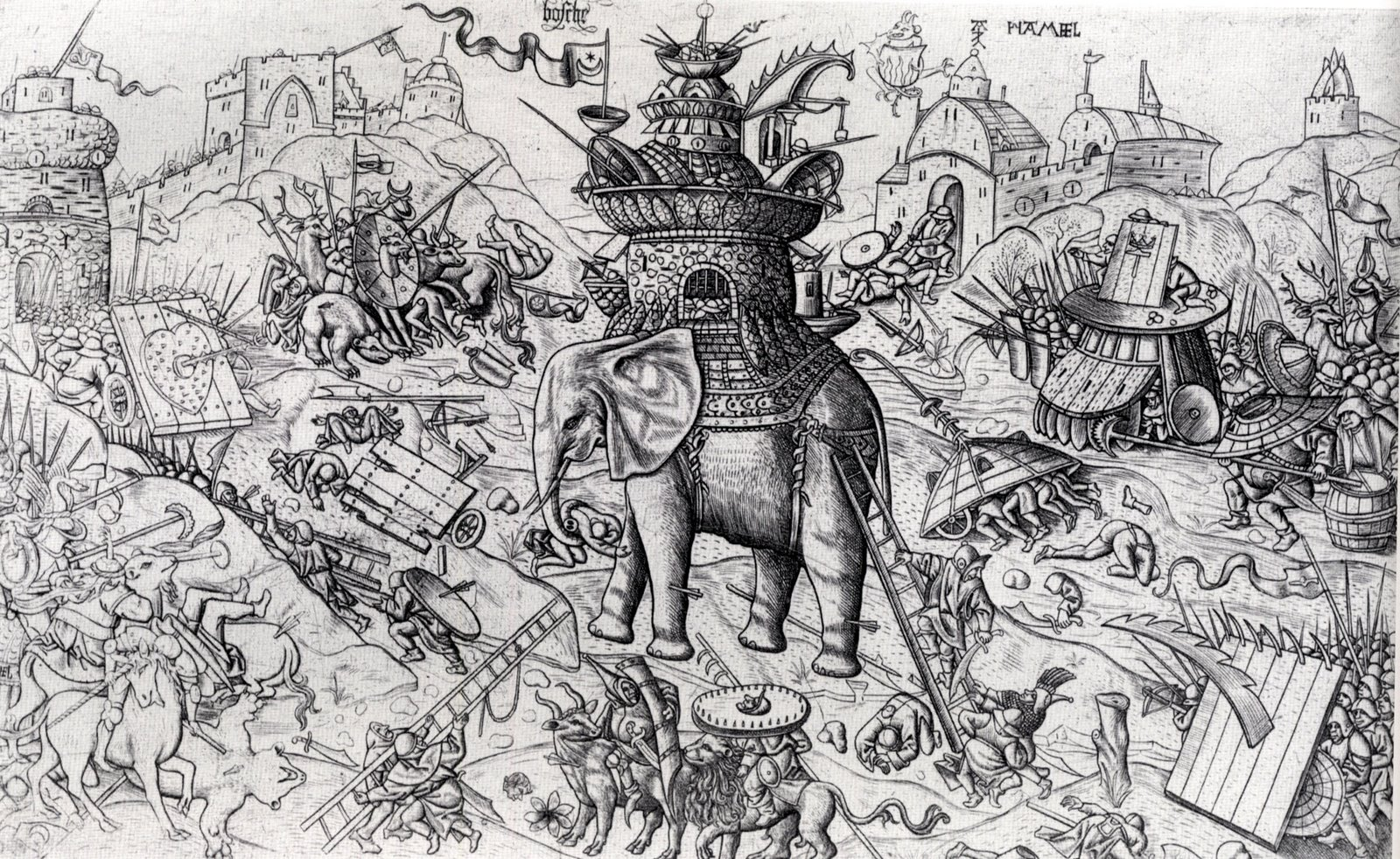
Alaert du Hamel, Éléphant de guerre, gravure, fin du XVe siècle.

Tabari rapporte qu'en 571, Abraha a doté une armée de 100 000 hommes d'un grand éléphant (les éléphants d'Afrique sont plus grands que ceux des Perses) nommé Mahmud qui aurait été contaminé par la variole et dévasté par des vautours.
Durant l'époque médiévale, ces animaux ne sont plus présents sur les champs de bataille européens qu'en de rares occasions. Ce fut le cas lorsque Charlemagne utilisa son éléphant, Abul-Abbas, offert par le calife Hâroun ar-Rachîd, pour combattre les Danois en 804, ou lorsque les Croisades donnent à Frédéric II la possibilité de capturer un éléphant au Proche-Orient, éléphant qui est utilisé plus tard au cours de la prise de Crémone en 1214.
En 1398, l'armée de Tamerlan doit faire face à plus de cent éléphants indiens au cours de la dernière bataille importante où ils sont employés. On prétend que Tamerlan aurait fait accrocher de la paille enflammée à la queue de chameaux qu'il aurait lancés contre les éléphants. Ces derniers, effrayés par les flammes, se seraient retournés et auraient écrasés leurs propres troupes. Plus tard, le chef moghol emploie ces animaux contre l'Empire ottoman.

### À l'époque contemporaine

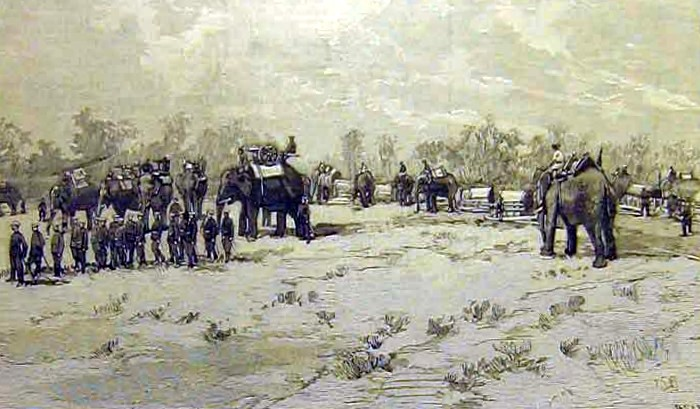
Éléphants du Siam équipés de canons utilisés contre les Français au Laos en 1893.

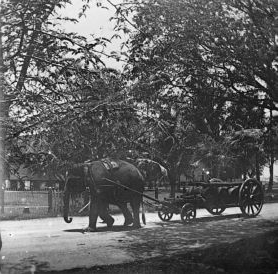
Un éléphant utilisé pour le transport par l'armée royale des Indes néerlandaises (1924).

Les Indiens utilisent des éléphants de guerre jusqu'à la fin du XVIIIe siècle. Le Siam et le Viêt Nam en utilisaient encore lors des conquêtes coloniales françaises de 1859 à 1893. Les Français rapportèrent que les éléphants parvenaient à charger sous le feu des fusils et de l'artillerie.
Tout comme le cheval, l'éléphant est abandonné comme arme au XXe siècle, rendu obsolète par la mécanisation et l'augmentation de la puissance des armes à feu. Il est cependant encore utilisé en Asie par l'armée pour transporter des charges dans des terrains accidentés, en particulier lors de la Seconde Guerre mondiale. Ainsi en mars 1942, plusieurs centaines d'éléphants aident à l'évacuation de la Birmanie envahie par les Japonais. Ils seront tout au long du conflit dans cette partie du monde utilisés pour les tâches de génie aidant par exemple à construire plus de trois cents ponts de bois. Le lieutenant-colonel James Williams, surnommé « Elephant Bill » au sein de la 14e armée britannique commandée par le maréchal Slim mobilisera plus de cinq-mille bêtes en 1944. Les Japonais les imiteront, procédant à de nombreuses captures de bêtes sauvages. Près de quatre-mille éléphants birmans périront pendant le conflit.
Durant la guerre du Viêt Nam, des éléphants serviront au transport militaire sur la piste Hô Chi Minh et des guérillas de l'Asie du Sud-Est comme la guérilla Karen l'utilisent encore ponctuellement aujourd'hui.
Lors du Conflit frontalier de 2025 entre le Cambodge et la Thaïlande, des vidéos sont apparues sur les réseaux sociaux qui démontreraient l'utilisation d'éléphants de guerre par l'armée thaïlandaise - selon Thai Enquirer, en réalité il s'agit de Plai Mingmongkol, un célèbre éléphant connu pour remonter le moral des soldats à la frontière en apparaissant dans des vêtements de style militaire 

## Dressage et utilisation

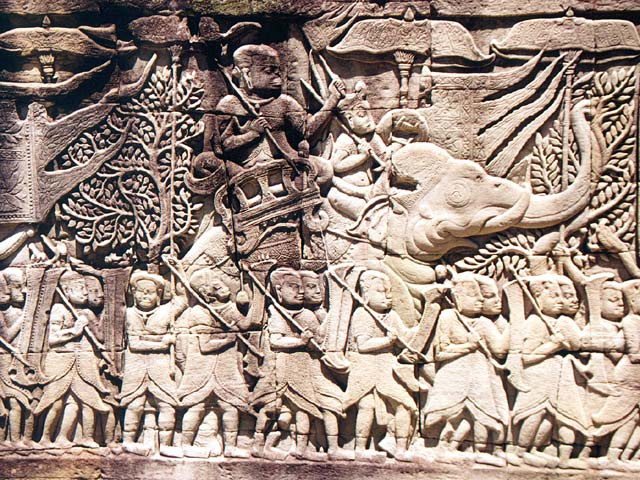
Bas-relief montrant l'armée khmère en route pour la guerre contre le royaume de Champa (XIIe siècle).

### Capture et dressage
Sur les monnaies carthaginoises figure parfois un éléphant, qui selon Philippe Leveau est un éléphant des forêts (Loxodonta cyclotis), présent en Afrique du Nord selon les auteurs antiques, plus petit que l'éléphant d'Asie, et plus aisé à dresser que l'éléphant de savane (Loxodonta africana) non domesticable.
On retrouve dans les textes anciens plusieurs méthodes décrivant la capture d'éléphants mâles. Ceux-ci sont préférés aux femelles comme éléphant de guerre car plus agressifs. L'une de ces méthodes consiste en un enclos entouré d'un fossé et accessible par un pont de bois. Deux ou trois femelles domestiquées sont placées dans l'enclos pour attirer le mâle et lorsque celui-ci y a pénétré, le pont est retiré. Une autre méthode consiste à l'attirer avec une femelle cornaquée (l'éléphant étant assez myope, il ne voit pas le cornac allongé sur le dos de la femelle) et de l'attirer jusque dans un piège où on essaye avec une nasse de lui lier les pattes. Cette méthode est toujours utilisée en Thaïlande aujourd'hui. Pline l'Ancien parle pour la capture en Afrique du Nord de fosses camouflées par des branchages mais avec le risque de blesser l'animal.
L'éléphant de guerre, un mâle, au contraire de l'éléphant de bât qui est très souvent une femelle car plus docile, n'est pas élevé. Il est capturé adulte à l'état sauvage principalement pour des raisons de coûts. En effet l'éléphant n'est utilisable comme animal de guerre qu'à l'âge de vingt ans. Et un éléphant, dévorant plus de deux cents kilogrammes de fourrage par jour coûte cher à entretenir. De plus, la présence humaine durant leur jeunesse diminue leur combativité.
Pour le dressage de cet animal intelligent, une première phase consiste à le briser mentalement pour lui faire accepter sa captivité. Pour cela l'éléphant est affamé. Ensuite vient le temps de l'entraînement. Relativement simple si l'éléphant est utilisé comme  animal de bât, il est plus long et plus compliqué, donc plus coûteux, pour un animal de guerre. Les traités indiens parlent ainsi d'entraînement à défoncer des barrières, éviter les obstacles, écraser des mannequins de paille ou les saisir et les projeter avec leur trompe. Point important de cet entraînement : habituer l'éléphant aux bruits du champ de bataille (cris, sonneries, tambours…) pour éviter qu'il ne panique. Lors de la bataille de Zama, les éléphants carthaginois, pas assez habitués aux bruits des trompes et cors romains, se retournèrent contre les troupes d'Hannibal.

### Utilisation tactique

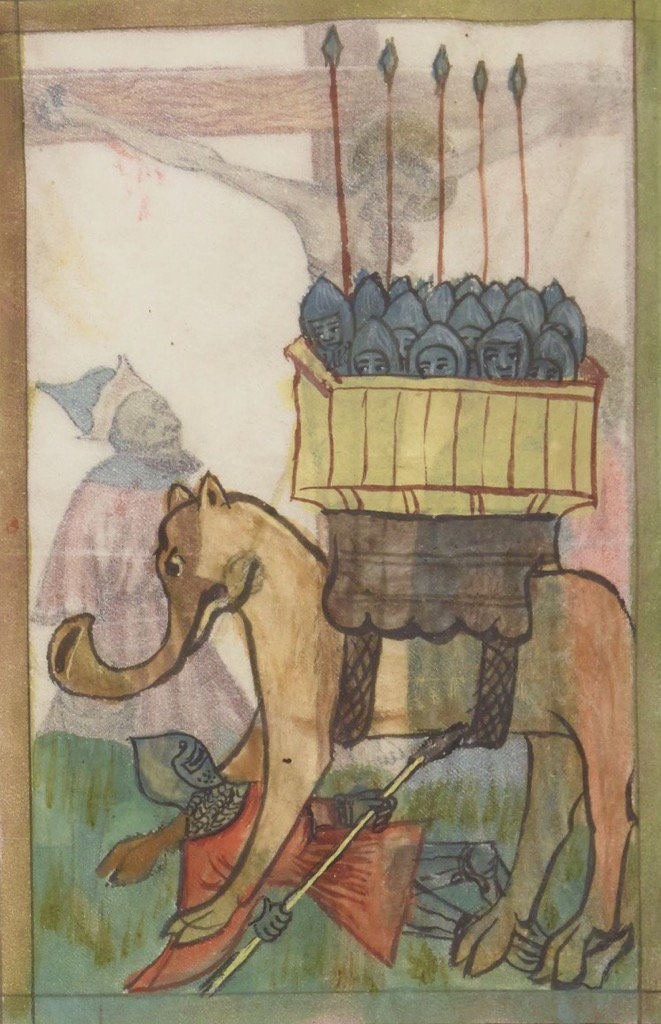
Éléphant de guerre, manuscrit du XVe siècle.

Les éléphants pouvaient être employés à un grand nombre de tâches militaires. Ils pouvaient porter de lourdes charges et fournir un moyen de transport utile. Ils pouvaient être également employés comme bourreaux, en écrasant le condamné. Au cours des batailles, les éléphants de guerre étaient habituellement déployés au centre de la ligne d'attaque où ils pouvaient être utiles pour stopper une charge ou pour commencer la leur.
Une charge d'éléphant peut atteindre quelque 30 km/h et elle est difficile à arrêter avec seulement de l'infanterie. Sa puissance repose sur la force brute et sur la crainte qu'un animal de plusieurs tonnes peut inspirer dans les lignes ennemies. Les chevaux qui n'étaient pas habitués à l'aspect et l'odeur des éléphants paniquaient facilement, brisant l'efficacité de la cavalerie. Il était également extrêmement difficile de tuer ou de neutraliser les éléphants. Le revers de la médaille était leur propre tendance à paniquer après plusieurs blessures ou lorsque leur cornac avait été tué, et à faire retraite d'une manière si désorganisée qu'elle pouvait infliger de lourdes pertes à leurs propres troupes. Les cornacs disposaient d’une lame ou d'un maillet et d'un ciseau pour frapper entre les oreilles un éléphant rendu furieux et l'abattre. Les Romains, plusieurs fois confrontés à des éléphants de guerre, cherchèrent à les paniquer, par exemple avec des porcs incendiaires couverts d'une substance enflammée, ou les criblèrent de traits, non mortels mais suffisants pour affoler l'animal.
Les éléphants d'Asie alignés par Pyrrhus Ier portaient selon les auteurs romains une tour sur le dos. Les éléphants employés par les Carthaginois étaient de l'espèce des forêts, plus petits que leurs cousins d'Inde, n'étaient pas selon Serge Lancel, assez forts pour transporter une tour et étaient chevauchés seulement par deux ou trois hommes, plus le conducteur de l'animal qui était généralement numide.

## Culture populaire
Dans l'univers de Tolkien les mûmakil sont utilisés comme des éléphants de guerre par les Haradrim.
Dans le jeu vidéo Medieval II: Total War, les éléphants de guerre constituent une unité de combat disponible chez les Timurides.
Dans les jeux vidéos Age of Empires et Empire Earth, les éléphants de guerre constituent une unité de combat disponible. Dans Empire Earth cependant, ces unités sont remisés de la production à partir du Moyen Âge.
Dans le troisième opus du jeu vidéo Civilization, l'éléphant de guerre est une unité de combat unique propre à la civilisation indienne, qui remplace les chevaliers pour les autres nations au Moyen Âge. 
Dans le manga Kingdom, des éléphants de guerre sont utilisés par le royaume de Chu contre le royaume de Qin.